# 乌祖埃代尚
乌祖埃德尚（法語：Ouzouer-des-Champs，法語發音：[uzwɛʁ de ʃɑ̃]）是法国卢瓦雷省的一个市镇，位于该省东部，属于蒙塔日区。

## 地理
乌祖埃德尚（47°52'51"N, 2°42'23"E）面积11.32 平方千米，位于法国中央-卢瓦尔河谷大区卢瓦雷省，该省份为法国中北部省份，北起埃松省，西北接厄尔-卢瓦省，西南接卢瓦-谢尔省，南至涅夫勒省和谢尔省，东临约讷省，东北接塞纳-马恩省。
与乌祖埃德尚接壤的市镇（或旧市镇、城区）包括：皮索河畔圣伊莱尔、韦尼松河畔诺让、普雷西尼莱潘、索尔泰尔、瓦雷讷-尚日。
乌祖埃德尚的时区为UTC+01:00、UTC+02:00（夏令时）。

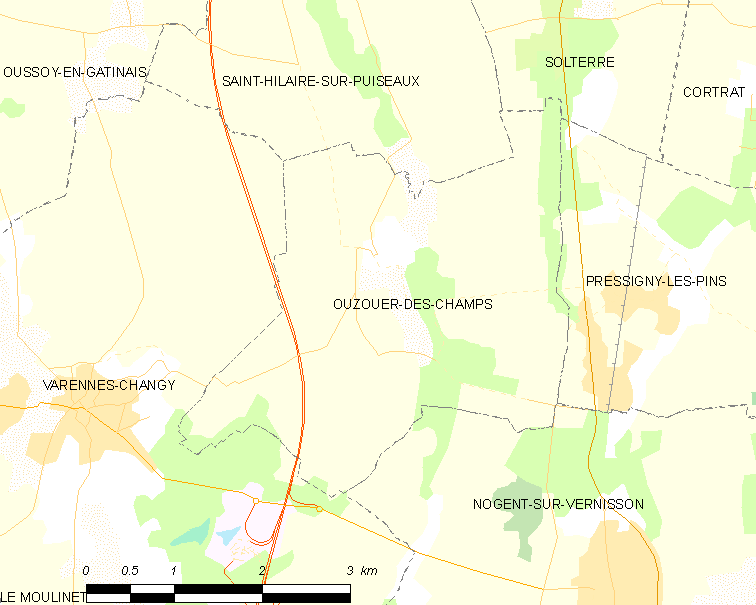
乌祖埃德尚的OSM定位图

## 行政
乌祖埃德尚的邮政编码为45290，INSEE市镇编码为45242。

## 政治
乌祖埃德尚所属的省级选区为洛里斯县。

## 人口

1962-2008年间乌祖埃德尚人口变化图示

乌祖埃德尚于2022年1月1日时的人口数量为279人。